# ماریل گواچل
ماریل گواچل (انگلیسی: Marielle Goitschel؛ زادهٔ ۲۸ سپتامبر ۱۹۴۵) اسکی‌باز آلپاین اهل فرانسه است.
وی همچنین برندهٔ جوایزی همچون لژیون دونور (افسر) شده‌است.